# La Sargantain
La Sargantain és una pintura a l'oli realitzada per Ramon Casas el 1907 a Barcelona i que pertany des d'aquell mateix any a la col·lecció del Cercle del Liceu de Barcelona.
Cap al 1905, Casas va conèixer una jove de 17 anys, de procedència modesta, amb la qual va establir l'única relació sentimental estable que se li coneix i amb la qual acabaria casant-se el 28 de setembre de 1922. L'atracció que en els inicis de la relació va haver de sentir el pintor per aquesta jove, anomenada Júlia Peraire i Ricarte, queda superbament reflectida en l'obra que comentem, sens dubte la pintura més sensual de tota la seva trajectòria artística.
Amb el canvi de segle i especialment després de l'èxit rotund que va collir Casas amb la seva exposició individual realitzada a la Sala Parés el 1900, la seva producció es va centrar preferentment en el retrat, gènere amb què havia debutat en el llavors ja llunyà Salon des Champs-Élysées de París de 1883 i que conrearia la resta de la seva vida. Els retrats d'aquest llarg període continuen evidenciant l'especial dotació d'aquest artista, tant per a representar els trets fisonòmics del personatge en qüestió, que en la majoria dels casos eren dones de la burgesia catalana, com la seva facilitat per captar l'atmosfera. Alhora, en La Sargantain es manifesten de nou també els seus extraordinaris dots de colorista en el valent tractament del groc intens del vestit que insinuantment es recull a la falda de la noia.
Tanmateix, en aquell temps, el modernisme arribava a la fi i, en conseqüència, aquells artistes que, com Casas, l'havien liderat, passaven a la rereguarda de l'art català. La nova situació del pintor en el panorama artístic català es va acusar lògicament en la seva obra, que sovint pateix d'un cert convencionalisme.
El quadre va obtenir el premi que concedia el Cercle del Liceu en la V Exposició Internacional d'Art de Barcelona, del 1907, fet que comportava que la peça passés a formar part de l'entitat esmentada.

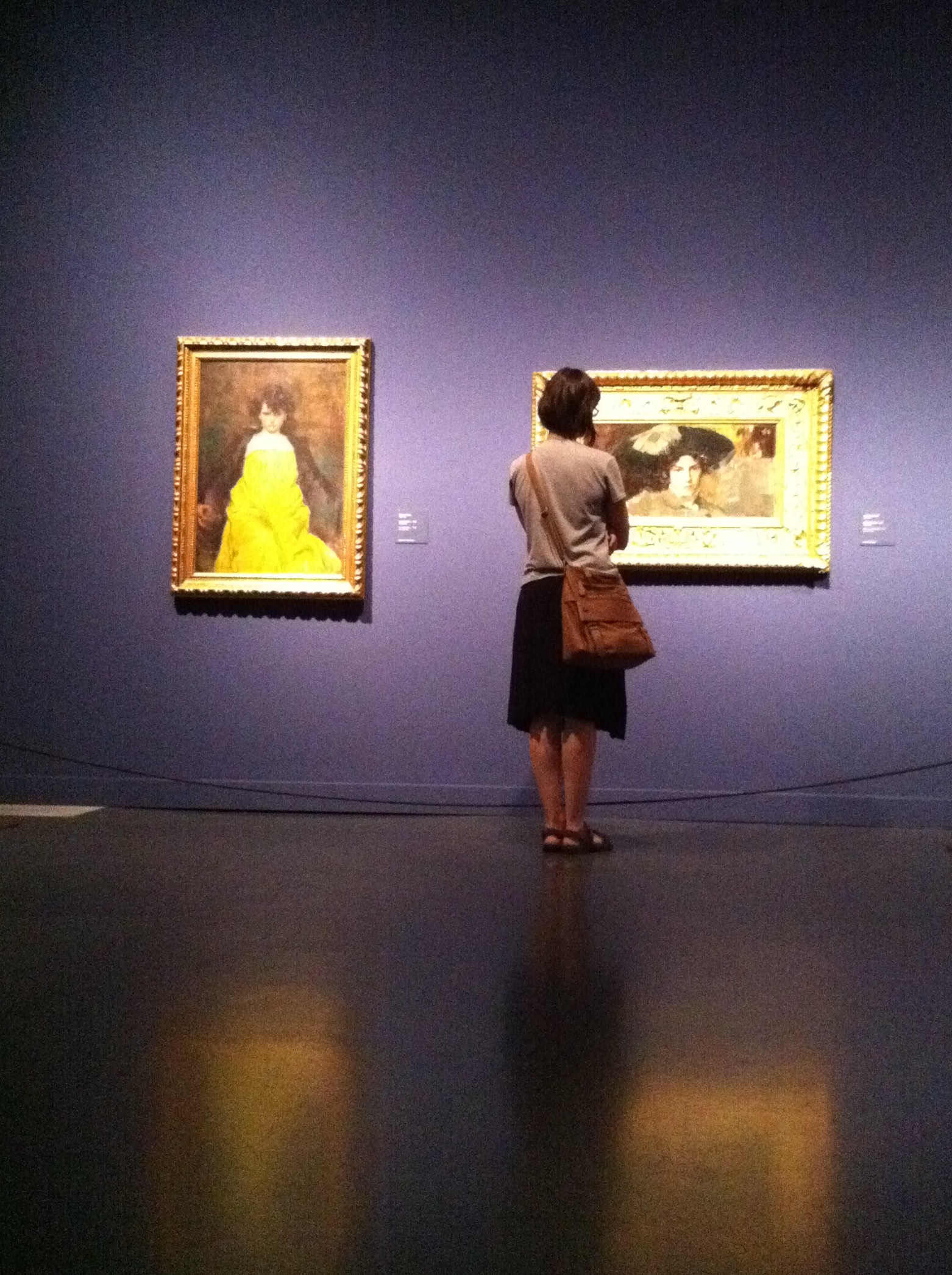
L'obra es va poder veure excepcionalment en l'Exposició Retrats de la Belle Époque, al CaixaForum Barcelona